# Craspedolepta remaudierei
Craspedolepta remaudierei är en insektsart som beskrevs av Burckhardt och Lauterer 1993. Craspedolepta remaudierei ingår i släktet Craspedolepta och familjen rundbladloppor.
Artens utbredningsområde är Iran. Inga underarter finns listade i Catalogue of Life.